# Tennessee whiskey

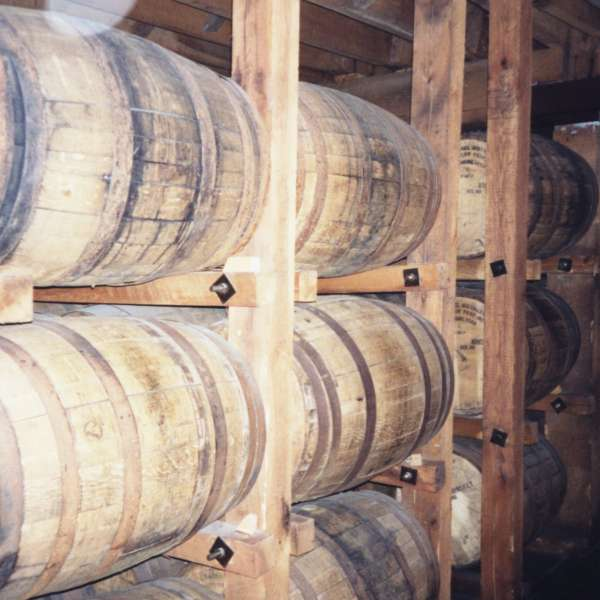
beczki z dojrzewającą whiskey Jack Daniel’s

Tennessee whiskey – amerykańska whiskey, jeden z dziesięciu największych produktów eksportowych ze stanu Tennessee. Przechodzi proces filtracji nazwany Lincoln County Process, w którym jest filtrowana przez grubą warstwę klonowego węgla drzewnego, zanim umieści się ją w beczkach w celu dojrzewania. Ten zabieg daje whiskey charakterystyczny smak. Nazwa procesu pochodzi od hrabstwa Lincoln County w stanie Tennessee.
Obecnie w ten sposób produkowane są cztery marki whiskey: Jack Daniel’s, George Dickel, Benjamin Prichard’s Tennessee Whiskey oraz Collier & McKeel.